# 純情U-19
《純情U-19》（日语：純情U-19）是日本女子組合NMB48的第3張單曲，2012年2月8日由YOSHIMOTO R and C發售。

## 概要
廣告標語為「即使只有一個、有想守護的東西說是不是很好嗎!」。
單曲是NMB48成立Team M後的首張單曲。
單曲與前作《Oh My God!》同樣，除了分為通常盤Type-A、通常盤Type-B和通常盤Type-C，亦有由chara-ani限定發售的劇場盤，共有4種發售形態。Type-A、Type-B和Type-C收錄的歌曲各有不同。
劇場盤收錄了山本彩的獨唱曲《攀爬架》。而且，是NMB48首個獨唱曲。
標題曲「純情U-19」在2011年12月19日的『HEY!HEY!HEY!Special』初次披露。当初的標題原本是「純情U-18」，秋元康從工作人員聽到NMB48是当時最年長19歳的山田菜菜在籍的話便變改標題為「純情U-19」。
歌詞中的“鐵的內褲”成為話題。MV中演出是太空馬戲，成員空中飛舞等等，更挑戰啞劇。

## 收錄曲

### 通常盤 Type-A
封面写真（表）「純情U-19」選抜成員16名
封面写真（裏）：「白組」成員12名
CD
1. 純情U-19 [3:47]
（作詞：秋元康、作曲：つじたかひろ、編曲：武藤星児）
「純情U-19」的音樂影片（MV）是由園田俊郎擔任。
  - 『ROUND1』TV CM歌曲
  - 「docking48」(關西電視台) 結尾曲(2012年1月10日 - 4月17日)
2. 每当场所GO!（日语：場当たりGO!） [3:55] - Under Girls 
（作詞：秋元康、作曲：山田裕介、編曲：野中“まさ”雄一）
3. 努力的水滴 （日语：努力の雫）[3:26] - 白組
（作詞：秋元康、作曲・編曲：八重樫ゆう一）
MV的監督是久保茂昭。
4. 純情U-19 off vocal ver.
5. 場当たりGO! off vocal ver.
6. 努力的水滴 off vocal ver.

DVD
1. 純情U-19 Music Video
2. 努力的水滴 Music Video
3. 純情U-19 Music Video（Dance Shot ver.）
4. 第1回NMB48紅白対抗料理対決（予選）

特典（只限初回）
- 全国握手会参加券
- 交换卡Type-A（全16種）

### 通常盤 Type-B
封面写真（表）「純情U-19」選抜成員16名
封面写真（裏）：「紅組」成員12名
CD
1. 純情U-19
2. 每当场所GO! - Under Girls
3. 向右轉!（日语：右へ曲がれ!） [3:29] - 紅組
（作詞：秋元康、作曲：茂木康亘、編曲：生田真心）
4. 純情U-19 off vocal ver.
5. 每当场所GO! off vocal ver.
6. 向右轉! off vocal ver.

DVD
1. 純情U-19 Music Video
2. 向右轉! Music Video
3. 純情U-19 Music Video（Dance Shot ver.）
4. 第1回NMB48紅白対抗料理対決（決勝）

特典（只限初回）
- 全国握手会参加券
- 交换卡Type-B（全16種）

### 通常盤 Type-C
封面写真（表・裏）：小笠原茉由・上西恵・福本愛菜・山田菜々・山本彩・渡辺美優紀・城恵理子
CD
1. 純情U-19
2. 每当场所GO! - Under Girls
3. 恋愛的速度（日语：恋愛のスピード） [4:18] - NMB Seven
（作詞：秋元康、作曲：傷彦・小佐井彰史、編曲：野中“まさ"雄一）
  - なんばウォーク『BARGAIN NMB1』CM歌曲[注 1]
4. 純情U-19 off vocal ver.
5. 每当场所GO! off vocal ver.
6. 恋愛的速度 off vocal ver.

DVD
1. 純情U-19 Music Video
2. 純情U-19 Music Video（Dance Shot ver.）
3. NMB48 feat.吉本新喜劇 Vol.2
4. 純情U-19Making

特典（只限初回）
- 全国握手会参加券
- 交换卡Type-C（全16種）

### 劇場盤
封面寫（表・裏）：山本彩・渡辺美優紀・城恵理子
CD
1. 純情U-19
2. 努力的水滴 - 白組
3. 向右轉! - 紅組
4. 攀爬架 （日语：ジャングルジム）- 山本彩
（作詞：秋元康、作曲：酒井康男、編曲：田辺恵二）
5. 純情U-19 off vocal ver.
6. 努力的水滴 off vocal ver.
7. 向右轉! off vocal ver.
8. 攀爬架 off vocal ver.

特典
- 個別握手会参加券

## 參與成員
所屬Team是發售時情況
謹慎中的吉田朱里和記錄時候在謹慎的松田栞・島田玲奈之外NMB48全成員都有参加CD。参加成員是分為「選拔」和「Under Girls」。

### 純情U-19
（中心：山本彩）
- Team N：小笠原茉由、門脇佳奈子、岸野里香、木下春奈、小谷里步、近藤里奈、上西惠、白間美瑠、福本愛菜、山田菜菜、山本彩、渡邊美優紀
- Team M：木下百花、城恵理子、矢倉楓子、與儀ケイラ
木下百是初次入選。還有，近藤・渡辺是自「絕滅黑髮少女」以来第2作復歸。前作選抜成員的山口・村上・山岸落選。

### 每當場所GO!
「Under Girls」名義
（中心：肥川彩愛）
- Team N：篠原栞那、山口夕輝
- Team M：太田里織菜、川上礼奈、肥川彩愛、山岸奈津美、小鷹狩佑香、高野祐衣、谷川愛梨、藤田留奈、三田麻央、村上文香、村瀬紗英
- 研究生：沖田彩華、小柳有紗、原みづき、東由樹、石田優美、鵜野みずき、岡田梨紗子、古賀成美、佐藤天彩、中川紘美、西澤瑠莉奈、林萌々香、山本ひとみ

### 努力的水滴
「白組」名義
（中心：山本彩）
- Team N：小笠原茉由、門脇佳奈子、岸野里香、木下春奈、篠原栞那、山田菜菜、山本彩
- Team M：小鷹狩佑香、城惠理子、山岸奈津美、與儀ケイラ
- 研究生：沖田彩華
小鷹狩初次参加。門脇・城・與儀從紅組移動。前作参加的小谷・福本・村上・矢倉移動到紅組。

### 向右轉!
「紅組」名義
（中心：渡辺美優紀）
- Team N：小谷里步、近藤里奈、上西惠、白間美瑠、福本愛菜、山口夕輝、渡辺美優紀
- Team M：木下百花、谷川愛梨、肥川彩愛、村上文香、矢倉楓子
Team M的谷川初次参加。小谷・福本・村上・矢倉從白組移動。前作参加的門脇・城・與儀移動到白組、太田・川上落選。

### 恋愛的速度
「NMB Seven」名義
（中心：山本彩）
- Team N：小笠原茉由、上西惠、福本愛菜、山田菜菜、山本彩、渡辺美優紀
- Team M：城惠理子
前作NMB Seven的白間落選。代替的渡邊初次参加。

### 攀爬架
- Team N：山本彩

## 腳註

## 外部連結
- YOSHIMOTO R and C介紹網站 （页面存档备份，存于）
- YouTube上的【MV】純情U-19 (Short ver.)
- YouTube上的【MV】純情U-19 (FULL ver.)
- YouTube上的【MV】向右轉! (紅組)(Short ver.)
- YouTube上的【MV】努力的水滴 (白組)(Short ver.)